# 印度國家電影獎
印度國家電影獎（英語：National Film Awards）是印度電影界的獎項，成立於1954年。印度政府自1973年以來管理印度國家電影獎、印度國際影展與印度全景影展。
印度國家電影獎頒獎儀式每年在新德里舉行，由印度總統親自頒發獎項。印度國家電影獎被認為是印度的奧斯卡獎。

## 獎項
- 最佳电影
- 最佳导演
- 最佳男主角
- 最佳女主角
- 最佳男配角
- 最佳女配角
- 最佳音乐导演
- 最佳男性演唱者
- 最佳女性演唱者

## 文獻
- Matthew, K.M., , Malayala Manorama, India, 2006, ISBN 81-89004-07-7

## 外部連結
- Directorate of Film Festivals（页面存档备份，存于）
- National Film Awards at IMDB